# Thomas Zander (Fußballspieler)
Thomas Zander (* 10. August 1951) ist ein ehemaliger deutscher Fußballspieler.

## Karriere

### Vereine
Zander begann im Alter von 16 Jahren beim BFC Alemannia 90 mit dem Fußballspielen und wechselte im Alter von 21 Jahren in die Jugendabteilung von Hertha BSC. Drei Jahre später rückte er in die Erste Mannschaft auf, der er von 1970 bis 1976 in der Bundesliga angehörte. Sein Debüt gab er am 6. Mai 1972 (31. Spieltag) bei der 2:5-Niederlage im Auswärtsspiel gegen Rot-Weiß Oberhausen. Von anfänglich drei Punktspielen konnte er die Anzahl seiner Einsätze bis auf 34 in der Saison 1974/75 steigern; als Zweitplatzierter hinter Borussia Mönchengladbach erzielte er mit seinem Verein das beste Abschneiden einer Berliner Mannschaft in der Bundesliga. In seiner letzten Saison kam er nochmal in 15 Punktspielen zum Einsatz, bevor er den Verein verließ.
In der Saison 1976/77 spielte er für die zwei Jahre zuvor aus der 2. Bundesliga Süd in die Amateurliga Südwest abgestiegene Wormatia Worms. Die ein Jahr zuvor gewonnene regionale Meisterschaft wurde verteidigt und mit der gelungenen Aufstiegsrunde zur 2. Bundesliga Süd, Gruppe Südwest, in der die Mannschaft ein Jahr zuvor an Eintracht Trier gescheitert war, spielte er erneut in der 2. Bundesliga Süd, wie auch die Hinrunde der Folgesaison.
Nachdem Worms-Trainer Eckhard Krautzun zum Jahreswechsel 1978/1979 vom Ligakonkurrenten TSV 1860 München verpflichtet worden war, holte dieser in der Folge seine Spieler Niels Poulsen und Zander nach. Im Frühjahr 1979 löste Zander Bernhard Hartmann als Stammtorhüter bei 1860 ab und stieg mit der Mannschaft in die Bundesliga auf. In der Saison 1979/80 wurde keiner von sieben verhängten Strafstößen gegen Zander direkt verwandelt. Neben einem an die Latte gesetzten Strafstoß parierte er sechs Strafstöße. Am Ende der Saison 1980/81 musste der Klub in die 2. Bundesliga absteigen und durch den Lizenzentzug erfuhr der Klub eine Saison später den Zwangsabstieg in die drittklassige Bayernliga. In dieser Spielklasse beendete er am Saisonende 1987/88 seine Spielerkarriere, in der er auf insgesamt 161 Erst- und 99 Zweitligaspiele, sowie auf insgesamt 23 Spiele im Wettbewerb auf den DFB-Pokal zurückblicken kann.

### Nationalmannschaft
Zander debütierte als Nationalspieler, als er für die seinerzeitige U23-Nationalmannschaft am 14. Oktober 1973 in Mülhausen bei der 0:1-Niederlage gegen die Auswahl Frankreichs die erste Halbzeit bestritt, bevor er für Dieter Burdenski ausgewechselt wurde.

## Erfolge
- Zweiter Deutsche Meisterschaft 1975
- Meister Amateurliga Südwest 1977 und Aufstieg in die 2. Bundesliga Süd 1977

## Trainerkarriere
Zander betreute bereits in der Saison 1976/77 die zweite Mannschaft von Worms. Im April 1987 übernahm er interimistisch das Traineramt beim TSV 1860 München und gewann vier der ersten fünf Partien, wodurch man vor dem letzten Spiel punktgleich mit Tabellenführer Bayreuth war. Das Saisonfinale in Bayreuth wurde dann aber just mit 1:3 verloren. Zur folgenden Saison erhielt Zander einen Vertrag als Cheftrainer. Als zum Ende der Hinrunde Partien gegen die Aufstiegskonkurrenten SpVgg Unterhaching, TSV Vestenbergsgreuth und MTV Ingolstadt verloren wurden, wurde Zander im November 1987 entlassen und durch Uwe Klimaschefski ersetzt. In der Folge übte Zander noch kurzzeitig Trainertätigkeiten bei einigen Klubs im Münchner Umland aus.

## Trivia
Thomas Zander hält zusammen mit dem ehemaligen „Wölfe“-Keeper Simon Jentzsch den Bundesliga-Rekord von 7 nicht gegen ihn verwandelten Elfmetern in Folge.